# Catedral de la Transfiguración de Nuestro Señor (Markham)
La catedral de la Transfiguración de Nuestro Señor o simplemente catedral de Markham (en inglés: Cathedral of the Transfiguration of Our Lord) fue un edificio religioso que sirvió como una catedral católica de estilo bizantina del renacimiento y antigua sede del exarcado apostólico de los Santos Cirilo y Metodio de Toronto, que solía ser parte de Markham, Ontario, Canadá.
Sin embargo, la catedral ahora se designa extraoficialmente como parte del centro de Cathedraltown en Markham, Ontario. Fue construida en una zona rural al norte de la ciudad de Toronto y fue construida para servir a los católicos eslovacos en toda el área de Toronto. Actualmente la catedral católica de rito eslovaco se encuentra en otra área de Toronto y esta dedicada a la Natividad de la Madre de Dios.

## Véase también

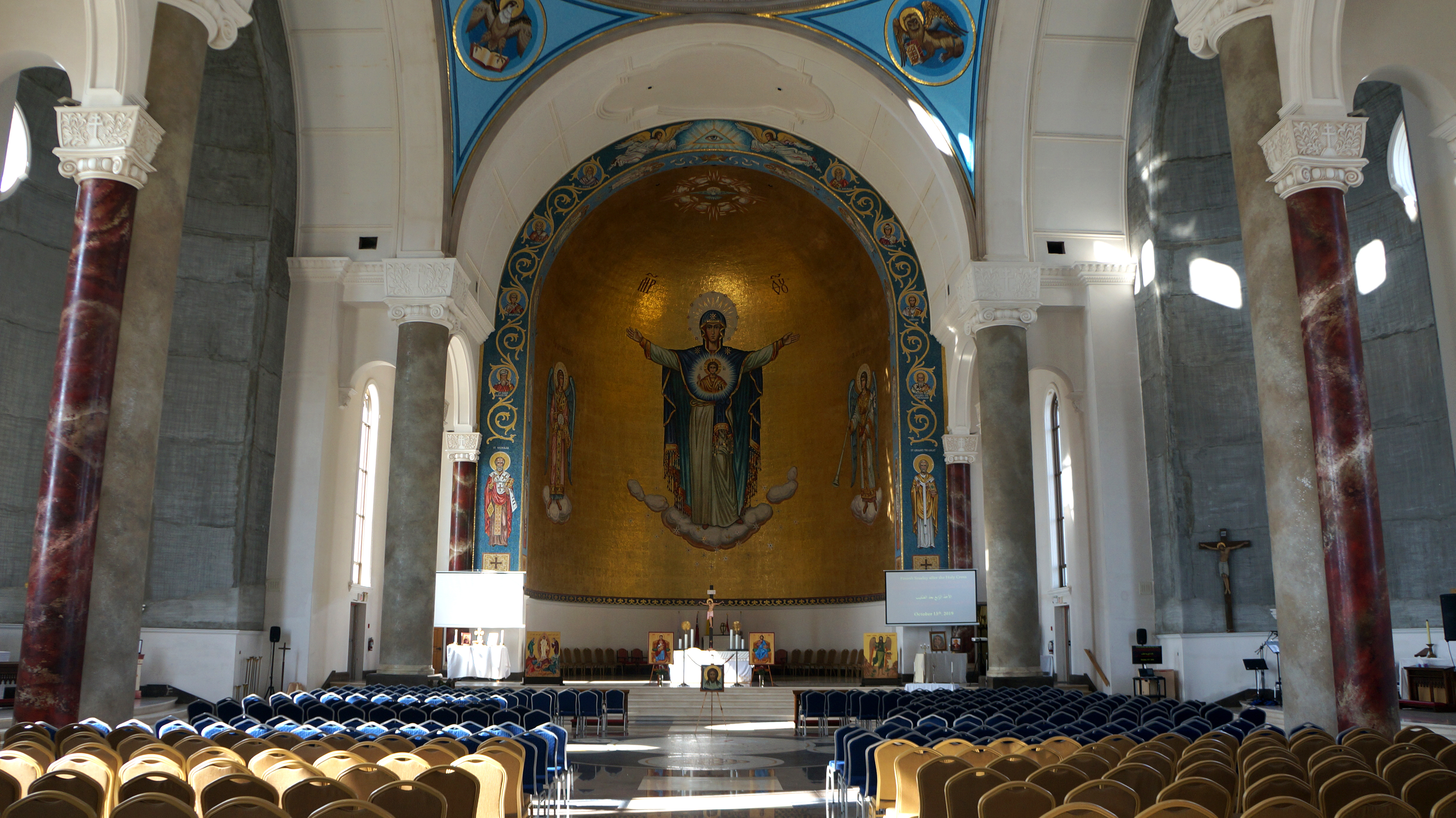
Vista interna en 2019